# عبدي باشا (والي الأناضول)
عبدي باشا (بالتركية: Abdi Paşa)‏ هو سياسي عثماني، تولى منصب والي الأناضول.

## مناصبه
تولى المناصب التالية:
- والي الأناضول